# Наталі Кахана
Наталі Кахана (нар. 2 грудня 1978) — колишня ізраїльська тенісистка.
Найвищу одиночну позицію світового рейтингу — 232 місце досягла 3 травня 1999, парну — 179 місце — 5 липня 1999 року.
Здобула 1 одиночний та 5 парних титулів туру ITF.

## Фінали ITF
| Турніри $25,000 |
| Турніри $10,000 |

### Одиночний розряд: 3 (1–2)
| Результат | Ранг | Дата            | Турнір                 | Покриття | Суперниця     | Рахунок       |
| --------- | ---- | --------------- | ---------------------- | -------- | ------------- | ------------- |
| Поразка   | 1.   | 17 березня 1996 | ITF Тель-Авів, Ізраїль | Тверде   | Гіла Розен    | 1–6, 1–6      |
| Поразка   | 2.   | 8 березня 1997  | ITF Тель-Авів, Ізраїль | Тверде   | Мірка Федерер | 3–6, 6–7      |
| Перемога  | 1.   | 4 жовтня 1998   | ITF Каракас, Венесуела | Тверде   | Сібіль Баммер | 6–1, 3–6, 6–3 |

### Парний розряд: 13 (5–8)
| Результат | Ранг | Дата              | Турнір                      | Покриття | Партнерка          | Суперниці                               | Рахунок          |
| --------- | ---- | ----------------- | --------------------------- | -------- | ------------------ | --------------------------------------- | ---------------- |
| Поразка   | 1.   | 22 серпня 1993    | ITF Хайфа, Ізраїль          | Тверде   | Ципора Обзилер     | Ширі Бурштейн Гіла Розен                | 0–6, 4–6         |
| Поразка   | 2.   | 29 серпня 1993    | ITF Хайфа, Ізраїль          | Тверде   | Ципора Обзилер     | Ширі Бурштейн Гіла Розен                | 5–7, 5–7         |
| Перемога  | 1.   | 4 грудня 1994     | ITF Беер-Шева, Ізраїль      | Тверде   | Ошрі Шашуа         | Івона Михайлова Irena Mihailova         | 2–6, 6–4, 6–0    |
| Поразка   | 3.   | 3 квітня 1995     | ITF Тиверіада, Ізраїль      | Тверде   | Ошрі Шашуа         | Баркан Неллі Шаповалова Тесса           | 4–6, 1–6         |
| Поразка   | 4.   | 13 серпня 1995    | ITF Саутсі, Велика Британія | Трава    | Ошрі Шашуа         | Карен Кросс Джейн Вуд                   | 4–6, 5–7         |
| Поразка   | 5.   | 30 жовтня 1995    | ITF Нікосія, Кіпр           | Ґрунт    | Ошрі Шашуа         | Vanessa Brilleman Генріетте ван Алдерен | 6–3, 6–7(2), 4–6 |
| Поразка   | 6.   | 14 липня 1996     | ITF Віго, Іспанія           | Ґрунт    | Гіла Розен         | Алісія Ортуньйо Вероніка Стеле          | 2–6, 4–6         |
| Перемога  | 2.   | 17 серпня 1997    | ITF Катанія, Італія         | Тверде   | Мартіне Воссенберґ | Емануела Брузаті Sara Ventura           | 7–5, 4–6, 6–4    |
| Перемога  | 3.   | 5 жовтня 1997     | ITF Коацакоалькос, Мексика  | Тверде   | Мартіне Воссенберґ | Каті Шлукебір Мелісса Зімпфер           | 4–6, 2–6         |
| Перемога  | 4.   | 22 листопада 1997 | ITF Яффа, Ізраїль           | Тверде   | Майке Каутстал     | Ципора Обзилер Анна Смашнова            | 6–2, 6–1         |
| Перемога  | 5.   | 10 серпня 1998    | ITF Стамбул, Туреччина      | Тверде   | Елені Даніліду     | Дуйґу Акшит Оал Ґюльберк Ґюльтекін      | 3–6, 6–3, 6–3    |
| Поразка   | 7.   | 3 травня 1999     | ITF Беер-Шева, Ізраїль      | Тверде   | Ципора Обзилер     | Надія Островська Тетяна Пучек           | 1–6, 4–6         |
| Поразка   | 8.   | 31 січня 2000     | ITF Стамбул, Туреччина      | Тверде   | Катарина Мишич     | Олена Яришко Ірина Корнієнко            | 3–6, 6–3, 4–6    |